# XXVII Festival Internacional de Cinema Fantàstic de Sitges
El XXVII Festival Internacional de Cinema Fantàstic de Sitges va tenir lloc a Sitges entre el 7 i el 15 d'octubre de 1994 sota la direcció d'Àlex Gorina amb la finalitat de promocionar el cinema fantàstic i el cinema de terror. L'edició fou inaugurada amb La màscara de Chuck Russell. Es van fer retrospectives de Jan Švankmajer i de Troma Entertainment i homenatges a Alejandro Jodorowsky i a Ed Wood, així com el premi especial a Saul Bass. El premi a la millor pel·lícula fou compartit per 71 Fragmente einer Chronologie des Zufalls i Justino, un asesino de la tercera edad, i en la clausura fou projectada Evasió d'Absolom.

## Pel·lícules projectades

### Secció competitiva
- Ámbar de Luis Estrada Rodríguez [8]
- Joc mortal de John Flynn
- Deadly Advice de Mandie Fletcher
- Justino, un asesino de la tercera edad de Luis Guridi i Santiago Aguilar
- La màscara de Chuck Russell
- 71 Fragmente einer Chronologie des Zufalls de Michael Haneke
- Timecop de Peter Hyams
- Suture de Scott McGehee i David Siegel
- Akumulátor 1 de Jan Svěrák
- Baodao dameng de Ming-Chuan Huang
- Boy Meets Girl de Ray Brady
- Cudowne miejsce de Jan Jakub Kolski
- El dirigible de Pablo Dotta
- Amb el cap fora l'aigua de Nils Gaup
- L'ull del cel de John Ruane
- When Pigs Fly de Sara Driver
- The Crow d'Alex Proyas

### Secció informativa
- Evasió d'Absolom de Martin Campbell
- Malson abans de Nadal de Henry Selick
- Pulp Fiction de Quentin Tarantino
- Shopping de Paul W. S. Anderson
- Ombres paral·leles de Gerard Gormezano i Monllor [9]
- L'atac de la dona gegant de Christopher Guest

### Secció Premiere
- Lekce Faust de Jan Švankmajer
- Reality Bites de Ben Stiller
- Souvenir de Rosa Vergés i Coma
- Ojalá Val del Omar de Cristina Esteban
- Sonatine de Takeshi Kitano

### Secció Seven Chances
- The Forbidden Quest de Peter Delpeut
- Jeanne la Pucelle de Jacques Rivette
- Madadayo d'Akira Kurosawa[10]
- La Naissance de l'amour de Philippe Garrel
- Piravi de Shaji N. Karun
- The Secret Rapture de Howard Davies
- Uttoran de Sandip Ray

### Homenatge a Jodorowsky
- Fando y Lis (1968)
- El topo (1970)
- The Holy Mountain (1973)
- Santa sangre (1989)
- The Rainbow Thief (1990)

## Jurat
La formació del jurat va ser força accidentada. Inicialment n'havien de formar part els directors James Cameron i Sally Potter, però foren substituïts pels crítics Nigel Floyd i Inga Lísa Middleton. També en va formar part Rosa Vergés i Coma.

## Premis
Els premis d'aquesta edició foren:
| Categoria                             | Premiat                                    | Treball                                    |
| ------------------------------------- | ------------------------------------------ | ------------------------------------------ |
| Premi al millor director              | Scott McGehee i David Siegel               | Suture                                     |
| Premi a la millor pel·lícula          | 71 Fragmente einer Chronologie des Zufalls | Michael Haneke                             |
| Premi a la millor pel·lícula          | Justino, un asesino de la tercera edad     | Luis Guridi i Santiago Aguilar             |
| Premi al millor Curtmetratge          | Jaume Balagueró                            | Alicia                                     |
| Premi a la millor actriu              | Jane Horrocks                              | Deadly Advice                              |
| Premi al millor actor                 | Saturnino García Rodríguez                 | Justino, un asesino de la tercera edad     |
| Premi al millor guió                  | Michael Haneke                             | 71 Fragmente einer Chronologie des Zufalls |
| Premi a la millor fotografia          | Emmanuel Lubezki                           | Ámbar                                      |
| Premi al millor banda sonora          | Santiago Ojeda                             | Ámbar                                      |
| Premi als millors efectes especials   | Ken Ralston, Greg Cannom                   | La màscara                                 |
| Premi de la Crítica José Luis Guarner | 71 Fragmente einer Chronologie des Zufalls | Michael Haneke                             |
| Premi Honorífic Màquina del Temps     | Saul Bass                                  |                                            |